# مديرية طور الباحة

تعديل مصدري - تعديل

مديرية طور الباحة إحدى مديريات محافظة لحج في اليمن. بلغ عدد سكانها 47426 نسمة عام 2004.

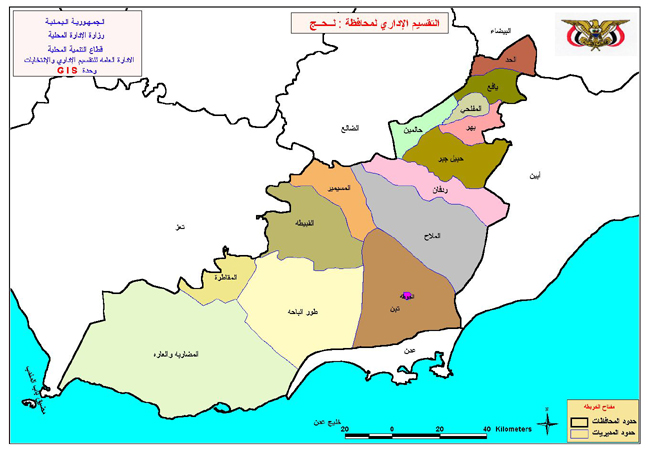
موقع مديرية طور الباحة في محافظة لحج